# Krutinka
Krutinka (russisch Крути́нка) ist eine Siedlung städtischen Typs in der Oblast Omsk in Russland mit 7333 Einwohnern (Stand 14. Oktober 2010).

## Geographie
Der Ort liegt knapp 170 km Luftlinie nordwestlich des Oblastverwaltungszentrums Omsk im südlichen Teil des Westsibirischen Tieflands. Er befindet sich am Südufer des 71 km² großen Iksees, des westlichsten der Großen Krutinka-Seen (Bolschije Krutinskije osjora), die von der Oscha zum Irtysch entwässert werden.
Krutinka ist Verwaltungszentrum des Rajons Krutinski sowie Sitz der Stadtgemeinde Krutinskoje gorodskoje posselenije, zu der außerdem die Dörfer Kalatschiki (10 km nordöstlich) und Samarowka (20 km südlich) sowie die Siedlung Nowgorodzewo (10 km südöstlich) gehören.

## Geschichte
Der Ort wurde 1760 von Bewohnern der westlicheren Teile der Region (Jalutorowsk, Wikulowo) gegründet; außerdem wurden Verbannte und Umsiedler aus den Gouvernements Poltawa und Tschernigow, heute Ukraine, angesiedelt. Am 25. Mai 1925 wurde Krutinka Verwaltungssitz eines nach ihm benannten Rajons. Seit 1968 besitzt der Ort den Status einer Siedlung städtischen Typs.

### Bevölkerungsentwicklung
| Jahr | Einwohner |
| ---- | --------- |
| 1939 | 4365      |
| 1959 | 5770      |
| 1970 | 6224      |
| 1979 | 7077      |
| 1989 | 8047      |
| 2002 | 7846      |
| 2010 | 7333      |

Anmerkung: Volkszählungsdaten

## Verkehr
Südlich wird Krutinka von der föderalen Fernstraße R402 Tjumen – Omsk umgangen. Beim Ort zweigt die in südlicher Richtung führende Regionalstraße 52K-10 zur gut 50 km entfernten Stadt Nasywajewsk ab, wo sich an der Transsibirischen Eisenbahn die nächstgelegene Bahnstation befindet.